# Alloperla prognoides
Alloperla prognoides is een steenvlieg uit de familie groene steenvliegen (Chloroperlidae). De wetenschappelijke naam van de soort is voor het eerst geldig gepubliceerd in 2004 door Surdick.